# 上海欢乐谷

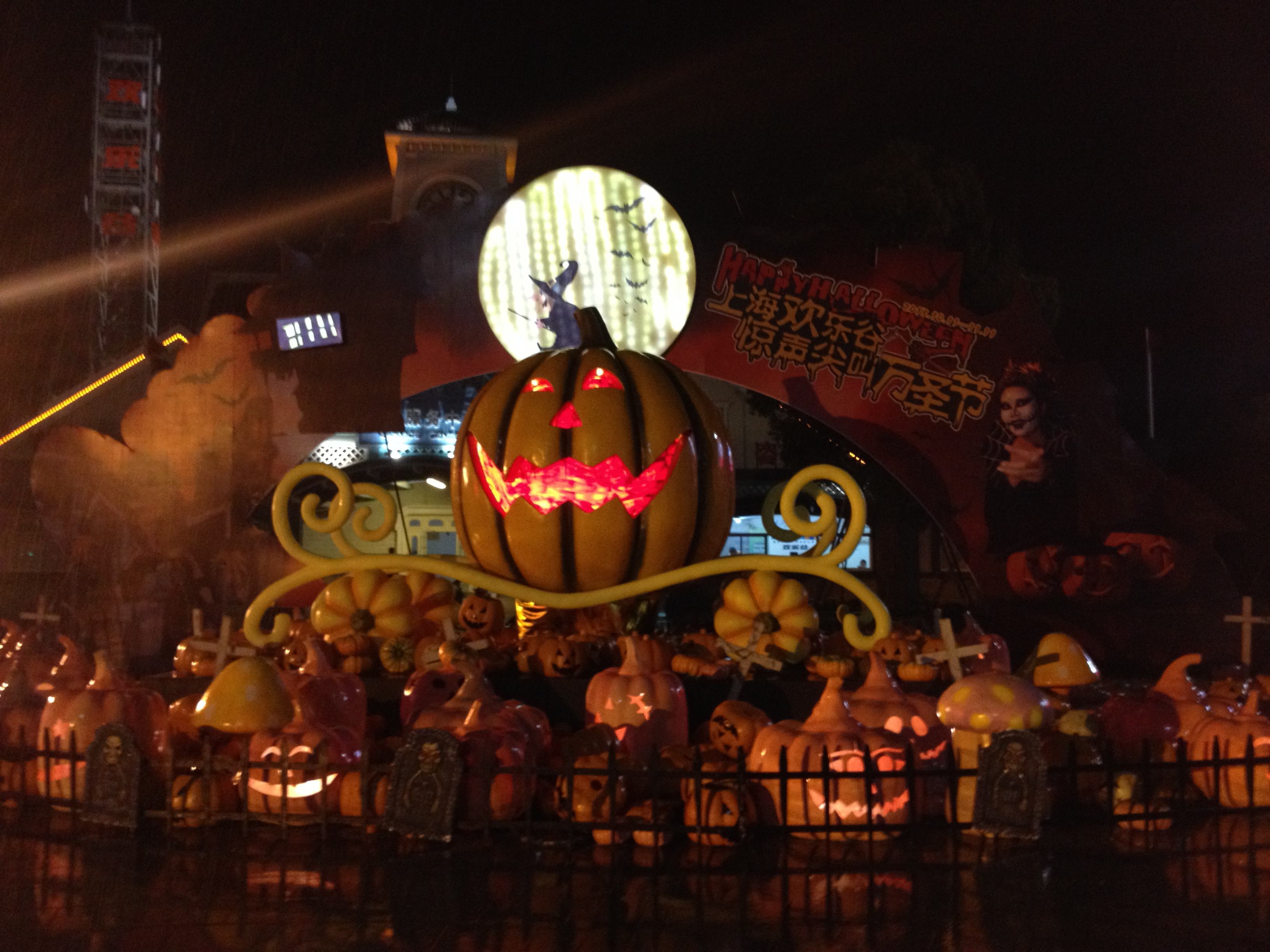
2013年万圣节时欢乐谷大门的装饰

欢乐谷是上海市的一个大型主题公园，其口号为“动感、时尚、欢乐、梦幻”。2009年8月16日正式开放，在上海迪士尼乐园建成之前，曾是中国最大的游乐园。
上海欢乐谷位于上海市西南部的松江上海佘山国家旅游度假区，占地达90万平方米，由上海华侨城主建。

## 大型设备

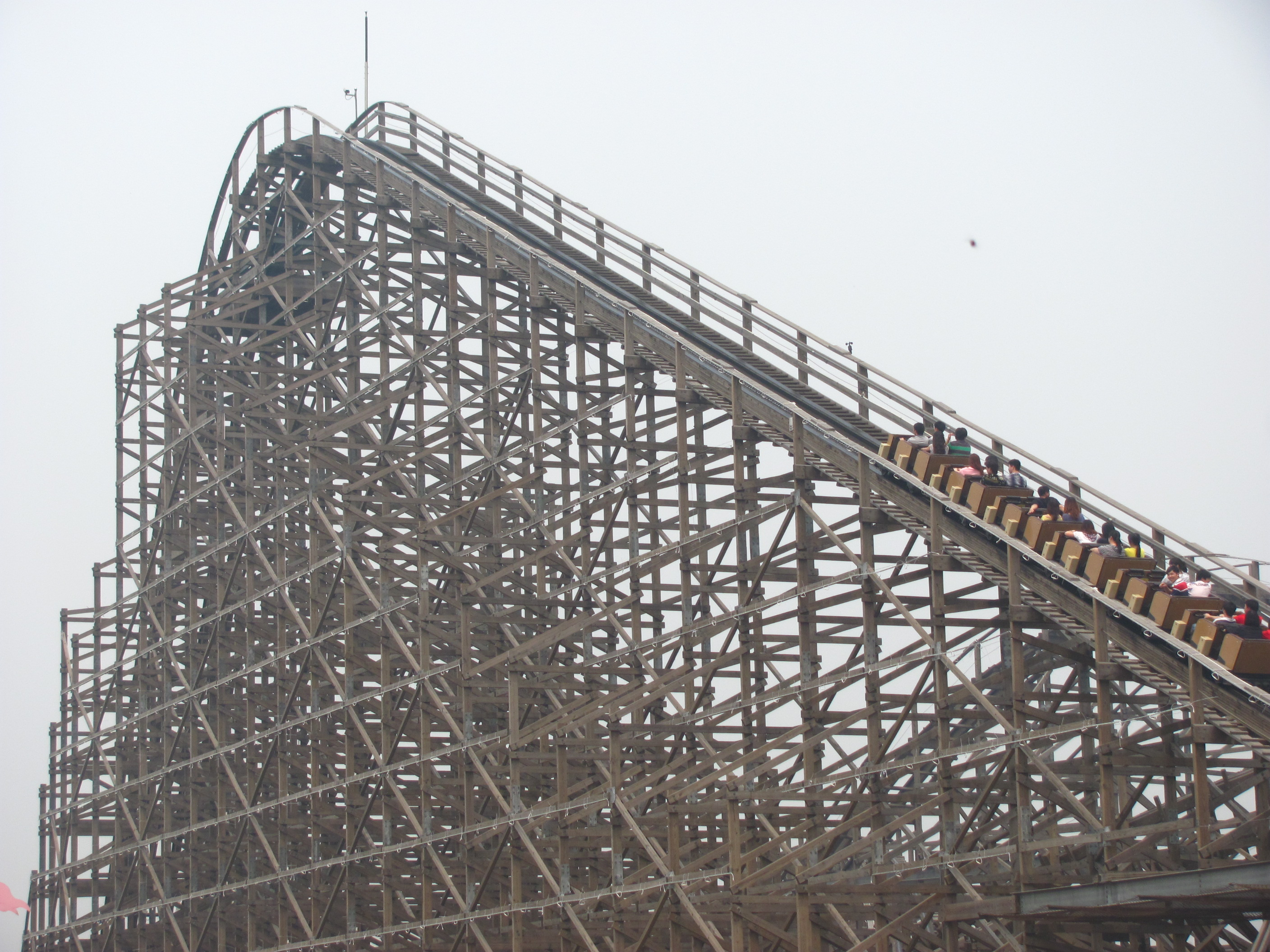
谷木游龙

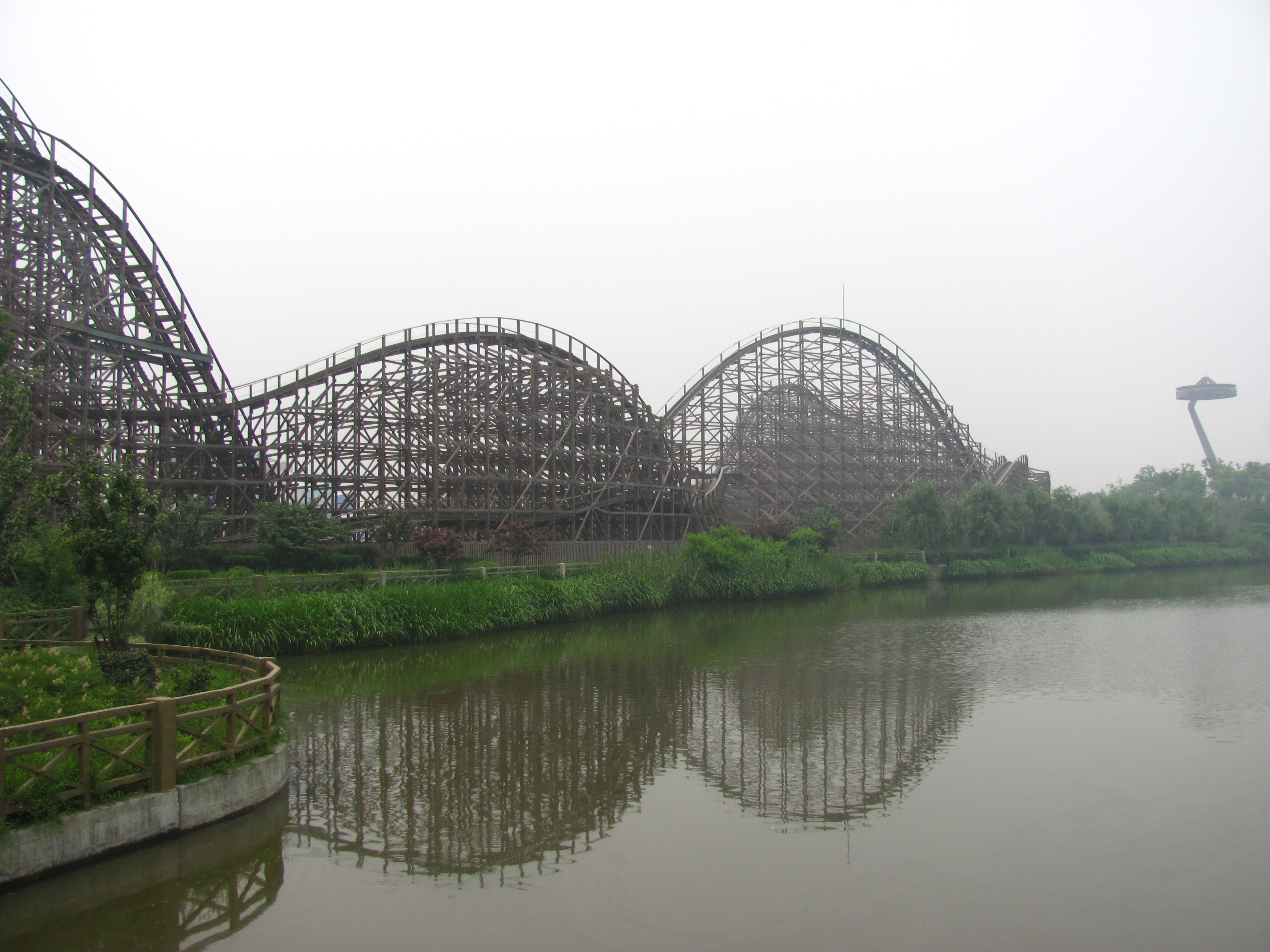
谷木游龙远景

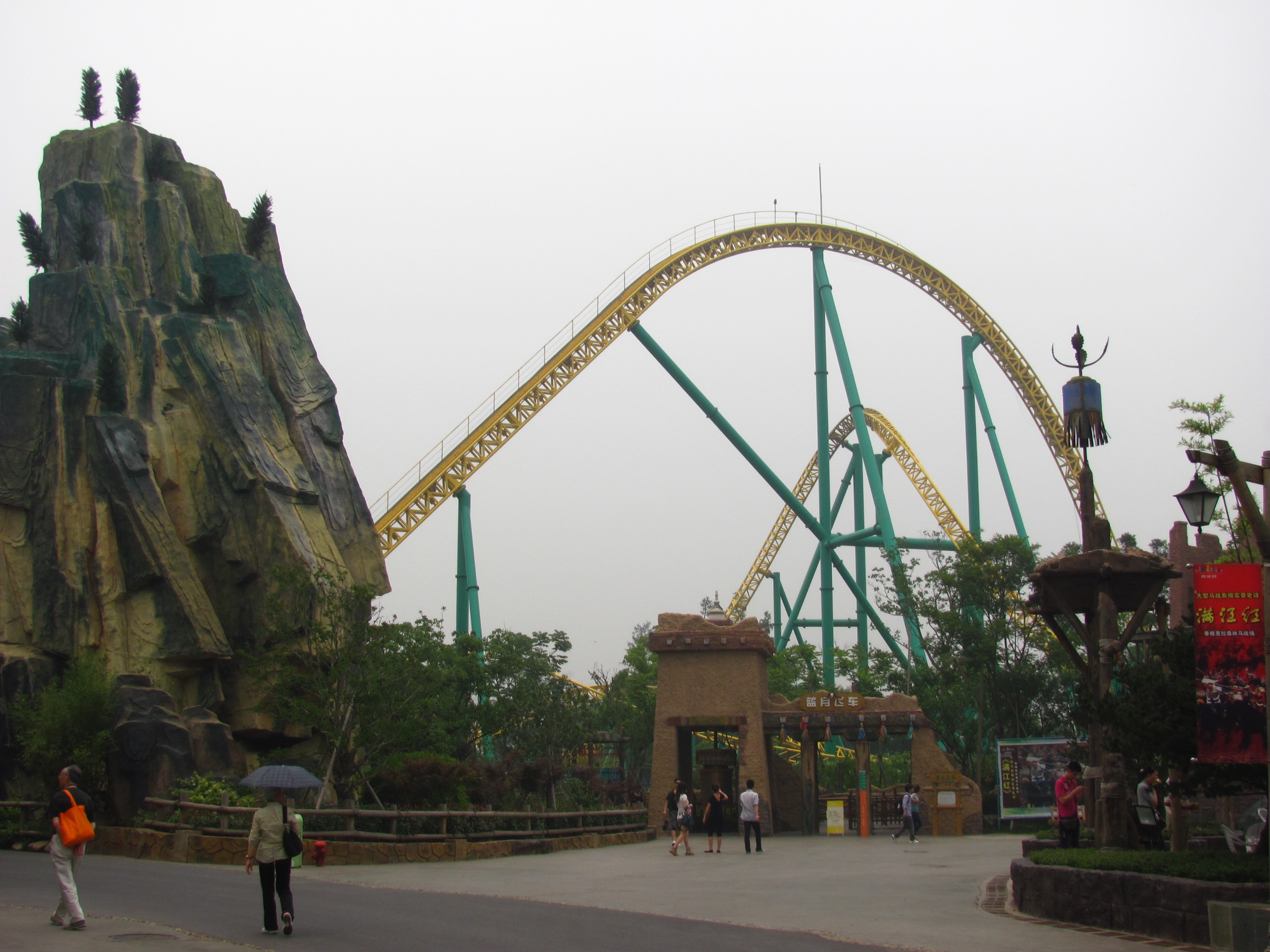
蓝月飞车

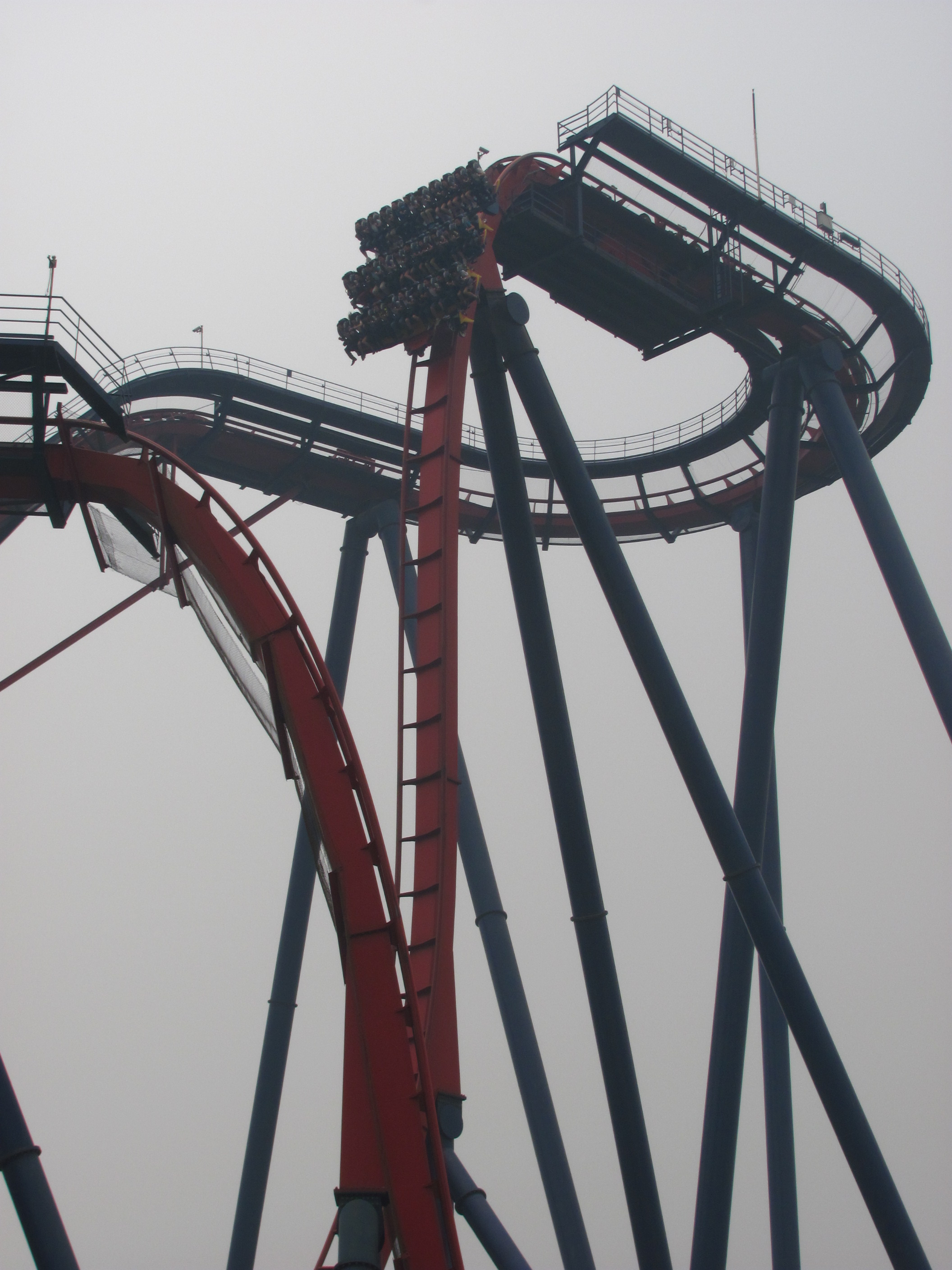
绝顶雄风

## [1]大型设备
- 谷木游龙（世界上最古老的过山车形式）

- 激流勇进（经典水上项目）
- 矿山历险（巷道式矿山车）
- 天地双雄
- 蓝月飞车

- 绝顶雄风（底板跌落式过山车）

- 完美风暴
- 大摆锤（全面升级的海盗船）
- 金银岛
- 峡谷漂流（水上游乐项目）
- 飞旋驼峰
- 水蛙战舰

## [1]七大分区
- 阳光港
- 欢乐时光
- 飓风湾
- 金矿镇
- 欢乐海洋
- 香格里拉
- 上海滩

## [1]特色景观
- 景观大道
- 虬枝芒草沟
- 山体
- 银杏大道
- 杉林幽径
- 枫杨芙蓉廊
- 翠竹梅花岸

## [1]重要场馆
- 华侨城大剧场
- 亚瑟宫
- 飞行影院
- 蚂蚁城堡
- 暴风之旅